# 杏黄猪笼草
杏黄猪笼草（学名：Nepenthes flava）是苏门答腊特有的热带食虫植物，生长于海拔1800米至2000米处。其种加词来源于拉丁文，意为“黄色的”，指其上位笼及其他营养组织的典型颜色。

## 植物学史
在描述杏黄猪笼草之前就已进行人工栽培，而在2004年之前仅具有一个占位名“Nepenthes spec. nov. Sumatra”。
2007年7月4日，安德烈亚斯·维斯图巴、约阿希姆·那兹和安德烈亚斯· 弗莱施曼（Andreas Fleischmann）在2007年7月4日的《布卢姆》上发表了对杏黄猪笼草的正式描述。该描述基于人工栽培植株材料；“Wistuba cult”。“Wistuba 100201”被指定为模式标本。该标本采集于海拔1800米处，与等模标本一起存放于位于莱顿的荷兰国家植物标本馆中。描述的作者对他们选择种加词的解释如下：
|  | 种加词‘’是指其亮黄色的上位笼及大部分的下位笼。这种藤本植物的最大特点即是其大部分为黄色。 |

2009年，斯图尔特·麦克弗森在《旧大陆的猪笼草》上发表了一个更详细并略加修改的描述。其模式描述中提到其笼盖下表面基部具有一个附属物，而在斯图尔特·麦克弗森对下位笼及上位笼的描述中并没有该附属物。

## 形态特征
杏黄猪笼草为藤本植物，可长达6米。植株从莲座状阶段发展到攀援阶段的速度极快。茎可分支，直径约3毫米，约呈圆柱形。节间距可长达14厘米。茎的颜色为绿色至暗红色。

### 叶
杏黄猪笼草的叶片呈线形、长圆形或窄倒卵形，可长达9厘米，宽至2.5厘米。叶尖通常为急尖，也可能为钝尖。基部渐狭，包住茎周长的四分之三。中脉的两侧有3条明显的纵脉。羽状脉明显。叶片为黄绿色，中脉可为红色。笼蔓可长达24厘米，为绿色至红色。

### 捕虫笼
杏黄猪笼草的下位笼呈漏斗形或卵形。其体型较小，通常高仅可达7厘米，宽仅可至4厘米。腹面下三分之一具一对不宽于3毫米的笼翼，翼须长约5毫米。偶尔笼翼也可能完全缺失。唇为圆柱形至略微扩展，边缘呈波浪状。唇可宽达12毫米，唇肋可高达0.6毫米，间距可达1毫米。内缘具小型的唇齿，越靠近基部唇齿越长，最长可达1.5毫米。笼口为圆形，略向基部拉长，但极少形成唇颈。笼盖为窄卵形或椭圆形，可长达3.5厘米，宽至2厘米。笼盖下表面基部具尖状附属物，或无附属物。中线具附属物附近集中着大量圆形的蜜腺，直径约0.3毫米。笼盖基部的后方具一条不分叉的笼蔓尾，其不长于4毫米。下位笼的颜色与上位笼千差万别。笼身可为黄色、橙色、红色甚至是紫色，而其内表面可为浅黄色、浅橙色或白色。下位笼的唇一般较深，通常为深橙色或紫色，但偶尔也会为奶白色并带红色的条纹。笼盖的颜色接近笼身，其上表面常具暗红色的斑点。
杏黄猪笼草上位笼的下三分之二为管状至窄漏斗形，上部为宽漏斗形。上位笼基部的弯曲部分后是一段中空的笼蔓。上位笼较的体型类似于下位笼，通常高可达6厘米，宽至3.5厘米。唇平展，宽约15毫米。外缘也像下位笼一样呈波浪形。唇肋高可达0.2毫米，间距可达0.5毫米。笼盖为卵形或椭圆形，可长达4厘米，宽至2.5厘米。笼盖下表面基部具尖状附属物，或无附属物。其他方面类似于下位笼。上位笼通常通体为黄色，部分的唇为红色或有红色的条纹，笼盖的上表面为橙色或红色。

### 花序
杏黄猪笼草的花序为总状花序，可长达15厘米。雄性花序花朵的数目较多，有15至40朵，而雌性花序只有15至25朵。雄性花序的总花梗长4厘米，雌性花序的总花梗长8厘米。每根花梗只带一朵花，雄性花序的花梗长6毫米，雌性花序的长11毫米。其基部通常具苞片，其不长于4毫米。蜜源花被片为卵形，可长达3毫米，宽至1毫米。雄蕊柄长约3毫米，直径1至1.5毫米。雌蕊长3至4毫米。未记录到果荚与种子的形态特征。花序为黄色。

### 毛被
杏黄猪笼草所有成熟的营养组织都无毛被，部分发育中的组织具易脱落的毛被。茎的幼嫩组织具有红褐色的毛被，其基部分叉，长0.2至0.5毫米。发育中的捕虫笼和笼蔓末端上具有密集的红棕色毛被，长0.5至1毫米。花序披被着淡黄色至棕色的毛被，分叉，长0.5至1毫米。花被片的边缘披被着密集的红棕色弯曲毛被，长约0.2毫米。雌蕊上有密集的红褐色长毛被，长0.5至1毫米。

## 生态关系
仅知杏黄猪笼草分布于印度尼西亚苏门答腊北部的巴里桑山脈的一座山上。因保护的原因，尚未公布其具体的所在地。其分布于海拔1800米至2200米处。
杏黄猪笼草原生地的植被主要是由杜鵑花屬（Rhododendron）和薄子木属（Leptospermum）植物构成的高地山地苔藓森林。其通常陆生于较开阔的地区，其植被高度很少超过4至5米。杏黄猪笼草与迈克猪笼草（N. mikei）、卵形猪笼草（N. ovata）、菱茎猪笼草（N. rhombicaulis）和显目猪笼草（N. spectabilis）同域分布。已发现了杏黄猪笼草与卵形猪笼草和菱茎猪笼草之间的自然杂交种。
唯一已知的杏黄猪笼草原生地并不位于国家公园的范围内。尽管其当地的数量并不少，但斯图尔特·麦克弗森仍认为杏黄猪笼草可能会受到“盗采及过度采集的威胁”，并援引“迅速消失的”马兜铃猪笼草（N. aristolochioides）以做说明。

## 食虫性
杏黄猪笼草的捕虫笼，特别是其上位笼，会产生极其黏稠的消化液，并在捕虫笼的内表面上形成一层薄膜。其上位笼因风而摇晃，捕虫笼内表面常沾满了黏稠的消化液。已观察到一些小飞虫被黏在捕虫笼消化液面上的内壁上。之后飞虫再落入消化液中被消化掉。这使得杏黄猪笼草的捕虫笼既可以以笼状的陷阱捕捉猎物，又可以以粘性极大的捕虫笼内壁黏住过往的飞虫。但实际上并不只有杏黄猪笼草具有这样的特征，与杏黄猪笼草之间存在着近缘关系的无刺猪笼草（N. inermis）等猪笼草物种也能产生这样高粘度的消化液。

## 相关物种

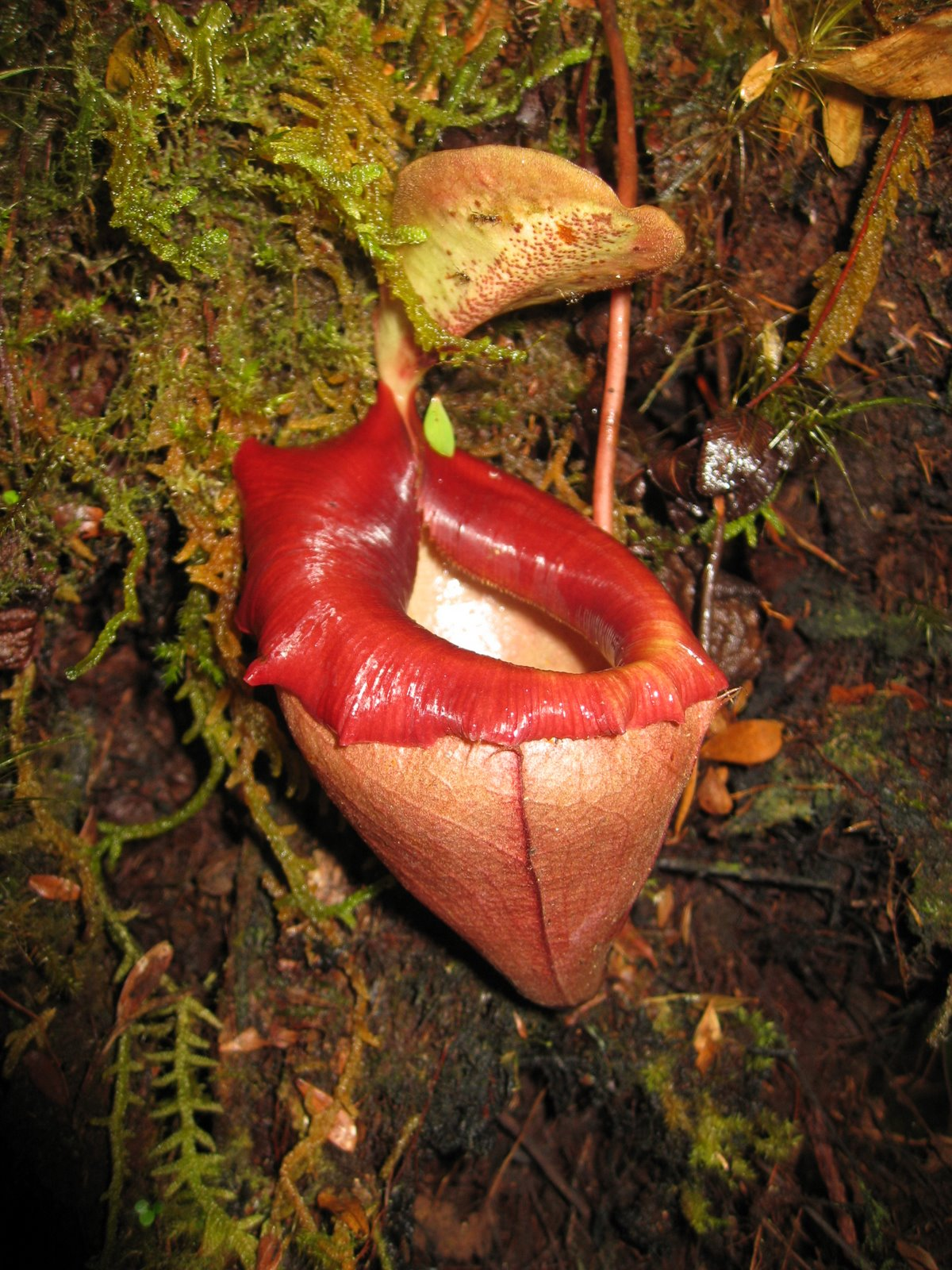
杏黄猪笼草笼盖下表面中线附近具一条突出的蜜腺带。其为区别于无刺猪笼草的特征之一

杏黄猪笼草被认为与无刺猪笼草和贾桂琳猪笼草（N. jacquelineae）之间存在着密切的近缘关系。但它们并没有同域分布，所以未发现这两者之间的自然杂交种。
杏黄猪笼草捕虫笼的形态与贾桂琳猪笼草很相似。它们的区别在于，杏黄猪笼草的上位笼较小，并且唇很窄，具明显的唇肋，外缘呈波浪状。此外，贾桂琳猪笼草的上位笼并不像杏黄猪笼草那样通体全黄。
无刺猪笼草与杏黄猪笼草都具有类似的漏斗形捕虫笼，窄笼盖，极其会快速的从莲座状阶段过度到攀援阶段（节间距突然增大）。此外，它们幼苗的捕虫笼也颇为相似。而无刺猪笼草与其最大的区别在于，无刺猪笼草上位笼缺失唇，同时其笼盖的下表面也没有明显的蜜腺。
其描述的学者认为杏黄猪笼草在进化树上的位置位于无刺猪笼草和贾桂琳猪笼草之间。他们进一步推测道：
|  | 杏黄猪笼草可能代表着苏门答腊北部卵形猪笼草与苏门答腊西部普通无刺猪笼草的中间型。其可能会证实丹瑟的假说，他合并了邦苏猪笼草、肉瘤猪笼草及欣佳浪山猪笼草，将无刺猪笼草和疑惑猪笼草独立为物种，并一同归入山地分支中。虽然卵形猪笼草、贾桂琳猪笼草和其他物种在当时还尚未被发现，但若他能看到也定会将这些物种归入山地分支中。 |

有一些猪笼草也会产生与杏黄猪笼草类似的上位笼，包括艾玛猪笼草（N. eymae）、马桶猪笼草（N. jamban）、皮托庞猪笼草（N. pitopangii）、塔蓝山猪笼草（N. talangensis）和细猪笼草（N. tenuis）。杏黄猪笼草与这些猪笼草的区别在于：杏黄猪笼草的上位笼完全为黄色；唇较宽，且外缘为波浪状；内缘具细小的唇齿；窄卵形或椭圆形的笼盖无附属物（或基部具小型的附属物）。此外，特别是相对于艾玛猪笼草这类大型的猪笼草来说，杏黄猪笼草体型较小。

## 自然杂交种
已发现了杏黄猪笼草与卵形猪笼草和菱茎猪笼草之间的自然杂交种，但发现的大部分都是幼年的莲座状植株。虽然迈克猪笼草与杏黄猪笼草生长于同一区域，但尚未发现它们之间的自然杂交种。

## 扩展阅读
- 杏黄猪笼草原生地的照片
- 食虫植物照片搜寻引擎中杏黄猪笼草的照片 （页面存档备份，存于）

 维基共享资源上的相關多媒體資源：杏黄猪笼草
 維基物種上的相關：杏黄猪笼草